# فقیرمحمد ننگیالی
استاد فقیر محمد ننگیالی
استاد فقيــر محمد ننگيالي  ترمپت نواز افغانستان (متولد ۱۳۰۵ خورشیدی؛ وفات ۱۳۸۲ خورشیدی) از استادان و موسیقی‌نوازان افغانستان بود. وی زمانی  به‌عنوان رهبر آرکستر و آهنگساز نيز جای خاصی داشت. وی بنیانگذار اساسات موسيقی اروپايی و اصول علمی موسيقی  بود که با استاد سلیم سرمست یکجا فعالیت می‌کرد.

## دوره تحصیلات و آموزش موسیقی
ننگیالی در سال ۱۳۰۵ هجری شمسی در گذر کتابفروشی شهر کابل دیده به جهان گشود و صنوف ابتدایی را در مدرسه صنایع به آخر رسانید. نوجوانی بیش نبود که احساس وعلاقه اش او را به سوی موسیقی کشاند پدر مرحومش مرحوم فضل احمد کارمند دولت آنزمان بوده بهترین مشوقش بود. وی در سال ۱۳۱۴ هجری شمسی شامل مکتب نظامی موزیک گردید.
او شش سال آموزش موسیقی را در آن مدرسه تحت نظر استادان داخلی و خارجی همچو تورن غلام رسول، استاد فرخ افندی و مختار بیگ ترک تبار آموزش دید و سرانجام به عنوان ترمپت نواز سند فراغت را حاصل کرد.
سال ۱۳۲۰ آغاز کار ننگیالی به عنوان رهبر آرکستر و ترمپت نواز در آرکستر هشت نفری ریاست شهر داری کابل به‌شمار می‌رود. نامبرده در همان سال همراه با آرکستر یاد شده در ثبت و کمپوز آهنگهای آواز خوانان و ترانه‌های کودکان همکار رادیو کابل وقت بود.

## دوره خدمت به ارتش
در سال ۱۳۲۱ مدیریت عمومی آرت و موسیقی تحت نظر عبدالرشید لطیفی اساس گذاشته شد که زمینه فعالیت‌های هنری بیشتر ننگیالی را در آنجا گسترش بخشید. ننگیالی عضو فعال لیسه موزیک نظامی بود. در سال ۱۳۲۴ به امر سردار محمد داوود خان که در آنزمان قوماندان عمومی مکتب حربی و قوماندان قوای مرکز بود از فعالیت بازماند و دانش آموزان آن مدتی از آموزش به دور ماندند. اما در سیر همان سال ننگیالی بدون آرامش شامل گروپ هارمونی وزارت دفاع افغانستان  گردیده و به فعالیت‌ها و خدمات هنری بی نظیر پرداخت. استاد ننگیالی در سال ۱۳۳۲ با مؤسسه پوهنی ننداری و مرستون نیز به همکاری پرداخت و یکسال پس از آن تدریس موزیک مکتب خوردضابطان را عهده‌دار گردید که پس از سه دوره اولین فارغان آن مکتب به تأسیس آرکستر ۱۸ نفری پرداختند. استاد ننگیالی پس از ۳۰ سال خدمت در بخش موسیقی نظامی کشور در سال ۱۳۴۹ بازنشت گردید.

## دوره خدمت به تلویزون ملی افغانستان
از آن پس با رادیو افغانستان به عنوان ترمپت نواز و آهنگساز پیمان همکاری بست و در جریان همان سال با همکاری استاد سلیم سرمست و استاد زلاند، آرکستر ۳۸ نفری رادیو افغانستان را بنیان گذاشتند و فعالیت‌های ماندگاری را انجام دادند. ننگیالی از سن هفت یا هشت سالگی تا آخر عمر در خدمت مردم و موسیقی بود. او مؤسس دو آرکستر در رادیو تلویزیون افغانستان بود: آرکستر کلیوالی و آرکستر جاز. وی در تمام کانسرتها و آهنگهای احمد ظاهر به حیث ترمپت نواز حضور داشت.
ننگیالی یکی از بنیان‌گذاران لیسه مسلکی موزیک وزارت تحصیلات عالی و مسلکی افغانستان بود که در سال ۱۳۵۳ آغاز به فعالیت نمود، بعداً استاد سلیم سرمست، استاد ارمان و استاد اسمعیل اعظمی همکاری شان را با آن مدرسه آغاز نمودند. نخستین فارغان آن مدرسه خالد ارمان، همایون ننگیالی و جمال ناصر وسلیم سرمست می‌باشند. ننگیالی در نواختن ترمپت فلوت، پیانو، اکوردیون و هارمونیه نیز تسلط داشت. او آهنگ‌های زیادی را هارمونیزه کرده به خصوص آهنگ‌های فولکلوریک را و در اجرای آن آهنگ‌ها رهبری آرکستر را به عهده می‌گرفت. استاد ننگیالی بیشتر از ۵۰۰ آهنگ را برای آواز خوانان کشور ما همچون استاد خیال، استاد زلاند، استاد مهوش، رخشانه، میرمن پروین، ساربان، احمدظاهر، عبدالوهاب مددی، افسانه، استاد ارمان و نیز ترانه‌های برای کودکان را ساخته است. ننگیالی در شماره ۴۴ مجله سباوون (کابل) در سال ۱۳۷۰ طی مصاحبه گفته بود که تا آنزمان ملودی‌های بیشتر از ۳۷۰ آهنگ فولکلوریک را ترتیب نموده که طور نمونه می‌توان از آهنگهای «الله شاه کوکو جان»، «آهسته برو» و «سمنک در جوش» نام برد. همچنان در مورد آرکستر بزرگ موزیک رادیو تلویزیون افغانستان چنین اظهار داشته است:
"تعداد اعضای این آرکستر به ۶۰ نفر می‌رسد که آهنگها توسط آلات موسیقی چون رباب، هارمونیه، طبله، دهل، زیربغلی، دلربا، تنبور، فلوت، سرنده، ترمپت، کلارنت، جازبند و سکسفون به وسیله نوازندگان ماهر نواخته می‌شوند، تا اکنون ۱۶ پارچه آهنگ را با همین آرکستر ثبت نموده بود.

## آثار هنری
ننگیالی کتاب مقاله‌ها و نوتیشن آهنگهای بی شماری درمطبوعات داخل و برون مرزی افغانستان چاپ یافته و از آن میان می‌توان کتاب «تشنه صدای تو خاموشم» که در پاکستان به چاپ رسید نام برد. در کتاب نامبرده ۱۰۰ پارچه از آهنگهای احمدظاهر با اشعار و نوتیشن موسیقی آنها نشر شده‌اند.آثاری های دیگر چون تاریخ آلات موسیقی افغانستان و تکامل آنها در بلاد دیگر، معرفی شعرای موسیقی دان افغان ، مخترعین آلات موسیقی در افغانستان، تیوری‌های موسیقی، تفاوت موسیقی افغانستان با موسیقی ملل دیگر، راگ‌ها و اصل پیدایش آنها به ارتباط افغانستان باستان، آهنگهای زنده یاد ساربان با شعر و نوتیشن آن نام برد

## سازنده آهنگ نو برای هنرمندان
استاد فقیر محمد ننگیالی خالق بیش‌ از ۱۲۵۰ آهنگ برای هنرمندانی چون استاد جلیل زلاند، استاد حفیظ‌الله خیال، خانم پروین، خانم رخشانه، استاد مهوش، عبدالرحیم ساربان، احمدظاهر، خانم افسانه، استاد محمدحسین آرمان، عبدالوهاب مددی و تعداد زیاد دیگری است. او در کنار آهنگ‌سازی، تعداد زیادی از آهنگ‌هایش را خودش تنظیم و رهبری کرده است. وی موسیقی متن نخستین فیلم افغانی روزگاران را نیز ساخته است. تنظیم و ملودی آهنگ‌های معروف محلی چون آهسته برو، الا شاه کوکو جان و سمنک در جوش نیز از کارهای ارزش‌مند استاد فقیرمحمد ننگیالی است.

## سفرها مدالها و نشان های که ننگیالی مفتخر شده است
از سفرهاي هنري استاد ننگيالي ميتوان به کشور هاي چين، ايران، شوروي و چکسلواکياي سابق نامبرد. 

### مدالها و افتخارات
- - مدال مطلاي هنري از جانب محمد ظاهر شاه سابق افغانستان
- - مدال هنري از اتحاد شوروي سابق
- - مدال هنري نظامي
- - مدال هفتاد مين سال آزادي به افتخار شاه امان الله
- - نشان صداقت
- - نشان افتخار
- - نشان کمپوز هاي دولتي از شوروي سابق
- - نشان شايسته هنري
- - لقب کارمند شايسته فرهنگ در سال 1368

## زندگی خصوص ننگالی فقیری
استاد ننگیالی ازدواج نموده از ثمره ازدواج ان دوپسر بنام های همايون ننگيالى ، بصير احمد ننگيالى و یک دختر بنام شکيلا ننگيالى باقی مانده است. استاد  ننگیالی در دیار غربت به تاریخ ۲۴ ماه مارچ سال ۲۰۰۳ میلادی (مطابق ۱۳۸۲ هجری شمسی) در شهر «اوفنباخ» آلمان چشم بست.